# Юкон (территория)
Ю́кон (англ. Yukon, МФА: [ˈjuːkɒn], фр. Yukon, МФА (фр.): [ju.kɔ̃]) — территория на северо-западе Канады. Население — около 36 тыс. человек. Столица и крупнейший город — Уайтхорс.

## История
Центральная и северная часть Юкона избежала оледенения, когда территория была частью Берингии (Bering land bridge), и поэтому она была заселена племенами индейцев задолго до прибытия европейцев. Остатки стоянок первобытного человека были найдены около поселка Олд-Кроу, они оказались самыми старыми следами первобытных людей в Америке. Около 800 года н. э. в результате извержения вулкана Маунт-Черчилл на границе с Аляской южный Юкон оказался полностью засыпан слоем пепла, который всё ещё можно увидеть вдоль автомагистрали Клондайк.
До 1870 года территорию контролировала Компания Гудзонова залива (Hudson’s Bay Company, HBC).
У береговых и обитавших в глубине территории племён индейцев уже существовали развитые торговые маршруты, а европейская колонизация этого района началась только в начале XIX века с развитием на Юконе меховой торговли, началом деятельности миссионеров и экспедиции кампании строительства линии Русско-американского телеграфа. В конце XIX века в край начали приезжать для поисков золота золотоискатели, что привело к росту численности населения и началу работы в крае сил Королевской северо-западной конной полиции, что сделало начавшуюся в 1897 году Клондайкскую золотую лихорадку самой мирной за всю историю золотодобычи. Увеличившееся из-за золотой лихорадки население привело к отделению округа Юкон от Северо-Западных территорий и образованию отдельной территории Юкон в 1898 году.

## География
На севере Юкон омывается водами Северного Ледовитого океана, на востоке он граничит с Северо-Западными территориями, на юге — с Британской Колумбией, на западе — с американским штатом Аляска. Общая площадь — 482 443 км² (девятое место в Канаде), из них на сушу приходится 474 391 км². Крупнейшая река — Юкон.
В Юконе находится вторая по величине горная вершина Северной Америки — гора Логан.

## Климат
Для Юкона характерен субарктический климат. Зимы сравнительно долгие и суровые, летние тёплые периоды коротки.
| Зона                     | Среднегодовая температура | Максимальные средние дневные значения для июля | Минимальные средние дневные значения для января | Средняя сумма выпавшего снега | Среднее количество дождевых осадков |
| ------------------------ | ------------------------- | ---------------------------------------------- | ----------------------------------------------- | ----------------------------- | ----------------------------------- |
| Север (Олд-Кроу)         | -9,0 °C                   | 21 °C                                          | -36 °C                                          | 129 см                        | 144 мм                              |
| Центр (Доусон-сити)      | -4,4 °C                   | 23 °C                                          | -31 °C                                          | 160 см                        | 200 мм                              |
| Юг (Уайтхорс)            | -0,7 °C                   | 21 °C                                          | -22 °C                                          | 145 см                        | 163 мм                              |
| Юго-восток (Уотсон-Лейк) | -2,9 °C                   | 21 °C                                          | -29 °C                                          | 197 см                        | 255 мм                              |

Источник: Environment Canada, Canadian Climate Normals or Averages 1971—2000 Архивная копия от 5 марта 2008 на Wayback Machine

## Экономика
Важнейшей статьёй экономики Юкона с XIX века являлась горнодобывающая промышленность. Здесь имеются залежи таких полезных ископаемых, как свинец, цинк, серебро, золото, медь и асбест. Началом своего развития территория Юкон обязана знаменитой Золотой лихорадке.

## Население
Согласно Канадской переписи 2001 г., самая большая этническая группа Юкона — англичане, следом за ними идут представители коренных народов (индейцы и эскимосы, называемые в Канаде «первые люди»). Есть также шотландцы, ирландцы, немцы и французы. Больше четверти опрошенных определили свою этническую принадлежность как «канадцы».

## Язык
Канадская перепись 2006 года показала население в 30 372 человека.
Согласно 29 940 отдельным ответам на вопрос переписи о «родном языке», опрашиваемые называли следующие языки:
| 1.  | Английский    | 25 655 | 85,69 % |
| 2.  | Французский   | 1 105  | 3,69 %  |
| 3.  | Немецкий      | 775    | 2,59 %  |
| 4.  | Атабаскские   | 650    | 2,17 %  |
| 5.  | Китайский     | 260    | 0,87 %  |
| 6.  | Тагальский    | 145    | 0,48 %  |
| 7.  | Нидерландский | 140    | 0,47 %  |
| 8.  | Испанский     | 130    | 0,43 %  |
| 9.  | Вьетнамский   | 105    | 0,35 %  |
| 10. | Венгерский    | 80     | 0,27 %  |
| 11. | Панджаби      | 80     | 0,27 %  |
| 12. | Гвичин        | 75     | 0,25 %  |
| 13. | Тлингитский   | 70     | 0,23 %  |
| 14. | Алгонкинские  | 55     | 0,18 %  |
| 15. | Русский       | 55     | 0,18 %  |
| 16. | Инуитские     | 55     | 0,18 %  |

## Администрация и политика
В XIX веке Юкон был частью Северо-Западной территории, управляемой компанией Гудзонова залива, а затем канадских Северо-Западных территорий. Признаваемое местное правительство он получил только в 1895 году, когда стал отдельным округом Северо-Западных территорий. В 1898 г. его превратили в отдельную территорию со своим собственным комиссаром и назначенным территориальным советом. В 1979 году была учреждена должность премьера Юкона, являющегося фактическим главой исполнительной власти на этой территории. Первым премьером Юкона стал Крис Пирсон.